# شون والاس
شون والاس (بالإنجليزية: Shaun Wallace) مواليد 20 نوفمبر 1961 في كرايستشرش، دورست، إنجلترا، هو دراج بريطاني سابق. سبق أن شارك في دورة الألعاب الأولمبية الصيفية.

## روابط خارجية
- شون والاس على موقع أرشيف الدراجات (الإنجليزية)
- شون والاس على موقع أوليمبيديا (الإنجليزية)
- شون والاس على موقع اللجنة الأولمبية البريطانية (الإنجليزية)